# 第三代德文郡公爵威廉·卡文迪許
第三代德文郡公爵威廉·卡文迪許（英語：William Cavendish，1698年9月26日—1755年12月5日）是一名英國貴族與政治人物，第二代德文郡公爵威廉·卡文迪許之子，曾擔任愛爾蘭總督一職。

## 家庭
1718年，威廉·卡文迪許和凱瑟琳·霍斯金結婚，兩人共有4子3女：
1. 卡羅琳（1719年—1760年）
2. 威廉（1720年—1764年）
3. 伊莉莎白（約1725年—1796年）
4. 喬治（英语：Lord George Cavendish (died 1794)）（約1727年—1794年）
5. 瑞秋（1727年—1805年）
6. 腓特烈（英语：Lord Frederick Cavendish (British Army officer)）（1729年—1803年）
7. 約翰（1732年—1796年）